# 김용광 (정치인)
김용광(생년 미상 ~ )은 조선민주주의인민공화국의 정치인이다. 조선로동당 중앙위원회 후보위원이다.

## 경력
김책공업종합대학을 졸업했으며, 1999년 3월 금속기계공업성 국장을 거쳐 2008년 10월 금속공업성 부상에 올랐다. 2010년 9월 조선로동당 중앙위원회 후보위원에 선출되었다.

## 기타
2011년 12월 김정일 사망 당시에 국가 장의위원회 위원을 맡았다.